# Orden Ogan
Orden Ogan – niemiecki zespół muzyczny wykonujący power metal z elementami folk metalu i metalu progresywnego.

## Dyskografia

### Dema
- 1998: Into Oblivion
- 1999: Soli Deo Gloria
- 2004: Testimonium A.D.

### Albumy studyjne
- 2008: Vale
- 2010: Easton Hope
- 2012: To the End
- 2015: Ravenhead
- 2016: The Book of Ogan
- 2017: Gunmen
- 2021: Final Days

## Skład

### Obecni członkowie
- Sebastian "Seeb" Levermann – gitara akustyczna, elektryczna, keyboard, wokal (od 1996)
- Tobi – gitary (od 2007)
- Niels Löffler – gitara basowa (od 2011)
- Dirk Meyer-Berhorn – perkusja (od 2011)

### Byli członkowie
- Marc Peters – gitara (1998–2000)
- Stefan Manarin – gitary (2000–2006)
- Verena Melchert – flet (2001–2004)
- Christina Decker – keyboard (1996–2000)
- Sebastian Severin – gitara basowa (1996–2007)
- Sebastian "Ghnu" Grütling – perkusja (1996–2011)
- Lars Schneider – gitara basowa (2007–2011)
- Nils Weise – keyboard (2007–2011)